# منتخب سويسرا لهوكي الحقل للرجال
منتخب سويسرا الوطني لهوكي الحقل للرجال هو ممثل سويسرا الرسمي في المنافسات الدولية في هوكي الحقل .